# Piano educativo individualizzato
Il Piano educativo individualizzato (anche noto con l'acronimo PEI oppure P.E.I.) è un documento previsto dalle leggi della Repubblica Italiana, al fine di programmare il piano educativo di un alunno con  disabilità, favorirne l'inclusione e promuoverne al massimo livello le potenzialità.

## Definizione
La definizione di piano educativo individualizzato viene fornita all'interno dell'art. 5, comma 1 del DPR 24 febbraio 1994:
(Art. 5, comma 1 del DPR 24 febbraio 1994)

## Redazione del PEI
Il P.E.I. è elaborato e approvato dal Gruppo di lavoro operativo per l'inclusione (GLO) di cui all'articolo 9, comma 10 del D.lgs. 66/2017.
Il P.E.I. tiene presenti i progetti didattico-educativi, riabilitativi e di socializzazione individualizzati, nonché le forme di integrazione tra attività scolastiche ed extrascolastiche [...]".
Nella definizione del P.E.I., i soggetti che intervengono nella sua redazione propongono, ciascuno in base alla propria esperienza pedagogica, medico-scientifica e di contatto e sulla base dei dati derivanti dalla diagnosi funzionale e dal profilo dinamico funzionale, gli interventi finalizzati alla piena realizzazione del diritto all'educazione, all'istruzione ed integrazione scolastica dell'alunno in situazione di handicap. In seguito alle modifiche apportate dall'art. 5 comma 3 del D.lgs 66/2017, la diagnosi funzionale e il profilo dinamico funzionale sono stati ricompresi in un nuovo documento, ossia il Profilo di funzionamento. Detti interventi propositivi vengono, successivamente, integrati tra di loro, in modo da giungere alla redazione conclusiva di un piano educativo che sia correlato alle disabilità dell'alunno stesso, alle sue conseguenti difficoltà e alle potenzialità dell'alunno comunque disponibili.

### Riferimenti normativi
- Legge 5 febbraio 1992, n. 104 - Legge-quadro per l'assistenza, l'integrazione sociale e i diritti delle persone handicappate.
- Decreto del Presidente della Repubblica 24 febbraio 1994 - Atto di indirizzo e coordinamento relativo ai compiti delle unità sanitarie locali in materia di alunni portatori di handicap
- Decreto legislativo 16 aprile 1994, n. 297 - Approvazione del testo unico delle disposizioni legislative vigenti in materia di istruzione, relative alle scuole di ogni ordine e grado.
- Decreto Legistativo del 13 aprile 2017 n.66 - Norme per la promozione dell'inclusione scolastica degli studenti con disabilità, a norma dell'articolo 1, commi 180 e  181, lettera c), della legge 13 luglio 2015, n. 107., così come modificato dal Decreto Legislativo n.n.96 del 7 agosto 2019.